# Persone di nome Mary/Scrittrici
| Questa pagina contiene informazioni ricavate automaticamente dalle voci biografiche con l'ausilio del template Bio e di un bot. L'aggiornamento è periodico e automatico e ricostruisce completamente la pagina. Se manca una persona in questa lista, sei pregato di non aggiungerla, ma accertati piuttosto che la sua voce biografica contenga il template Bio e che i dati anagrafici siano correttamente compilati. Se il template Bio manca, inseriscilo tu stesso o, in alternativa, metti l'avviso {{tmp\|Bio}} che ne segnala la mancanza. Se i dati riportati sono sbagliati, correggi direttamente la voce biografica; le modifiche saranno visibili in questa lista entro pochi giorni. Per chiarimenti vedi il progetto antroponimi. La lista contiene solo le 67 persone che sono citate nell'enciclopedia e per le quali è stato implementato correttamente il template Bio. Pagina aggiornata al 23 mar 2025. |

Questa è una lista di persone presenti nell'enciclopedia che hanno il nome Mary e sono scrittrici.

## A(2)
- Mary Antin, scrittrice, attivista e politica statunitense (Polack, n. 1881 - Ramapo, † 1949)
- Mary Astell, scrittrice e filosofa britannica (Newcastle upon Tyne, n. 1666 - Londra, † 1731)

## B(3)
- Mary Lynn Baxter, scrittrice statunitense (Lufkin)
- Mary Berry, scrittrice inglese (North Yorkshire, n. 1763 - † 1852)
- Mary Elizabeth Braddon, scrittrice inglese (Londra, n. 1835 - Richmond upon Thames, † 1915)

## C(4)
- Mary Robison, scrittrice statunitense (Washington, n. 1949)
- Mary Carmel Charles, scrittrice australiana (Beagle Bay, n. 1912 - Derby, † 1999)
- Mary Chase, scrittrice statunitense (Denver, n. 1906 - Denver, † 1981)
- Mary Boddington, scrittrice e viaggiatrice irlandese (Cork, n. 1776 - † 1840)

## D(1)
- Mary Downing Hahn, scrittrice statunitense (Washington, n. 1937)

## F(3)
- M. F. K. Fisher, scrittrice statunitense (Albion, n. 1908 - Glen Ellen, † 1992)
- Mary FitzClarence, scrittrice inglese (Teddington, n. 1798 - † 1864)
- Mary Fortune, scrittrice australiana (Belfast - † 1911)

## G(5)
- Mary Gaitskill, scrittrice statunitense (Lexington, n. 1954)
- Mary Gaunt, scrittrice e giornalista australiana (Indigo Valley, n. 1861 - Nizza, † 1942)
- Mary Gentle, scrittrice britannica (Eastbourne, n. 1956)
- Mary Gilmore, scrittrice, poetessa e giornalista australiana (Upper Lachlan, n. 1865 - Sydney, † 1962)
- Mary Gordon, scrittrice statunitense (New York, n. 1949)

## H(5)
- Barbara Cartland, scrittrice britannica (Edgbaston, n. 1901 - Hatfield, † 2000)
- Mary Higgins Clark, scrittrice statunitense (New York, n. 1927 - Naples, † 2020)
- Mary Ann Hoberman, scrittrice statunitense (Stamford, n. 1930 - Greenwich, † 2023)
- Mary Hoffman, scrittrice inglese (n. 1945)
- Mary Austin Holley, scrittrice statunitense (n. 1784 - † 1846)

## K(5)
- Mary Margaret Kaye, scrittrice inglese (Simla, n. 1908 - Lavenham, † 2004)
- Kerry Kennedy, scrittrice e attivista statunitense (Washington, n. 1959)
- Mary Kingsley, scrittrice, etnologa e africanista britannica (Londra, n. 1862 - Simon's Town, † 1900)
- Mary L. Kirchoff, scrittrice statunitense (Lake Geneva, n. 1959)
- Mary Robinette Kowal, scrittrice statunitense (Raleigh, n. 1969)

## L(4)
- Mary Lamb, scrittrice inglese (Londra, n. 1764 - Londra, † 1847)
- Mary Lavin, scrittrice irlandese (Walpole, n. 1912 - Dublino, † 1996)
- Mary Lawson, scrittrice canadese (Sarnia, n. 1946)
- Mary Lee Settle, scrittrice statunitense (Charleston, n. 1918 - Ivy, † 2005)

## M(8)
- Mary MacLane, scrittrice statunitense (Winnipeg, n. 1881 - Chicago, † 1929)
- Mary Mapes Dodge, scrittrice e editrice statunitense (New York, n. 1831 - New York, † 1905)
- Mary Morley Crapo, scrittrice statunitense (Detroit, n. 1912 - † 2003)
- Mary McCarthy, scrittrice statunitense (Seattle, n. 1912 - New York, † 1989)
- Mary Philadelphia Merrifield, scrittrice inglese (Brompton, n. 1804 - Stapleford, † 1889)
- Mary Louisa Molesworth, scrittrice inglese (Rotterdam, n. 1839 - Londra, † 1921)
- Mary Wortley Montagu, scrittrice e poetessa inglese (Holme Pierrepont, n. 1689 - Londra, † 1762)
- Mary Morris, scrittrice statunitense (Chicago, n. 1947)

## N(1)
- Mary Norton, scrittrice inglese (Londra, n. 1903 - Bideford, † 1992)

## O(3)
- Flannery O'Connor, scrittrice statunitense (Savannah, n. 1925 - Milledgeville, † 1964)
- Mary O'Hara, scrittrice e sceneggiatrice statunitense (Cape May Point, n. 1885 - Chevy Chase, † 1980)
- Mary Pope Osborne, scrittrice statunitense (Fort Sill, n. 1949)

## P(4)
- Patricia Highsmith, scrittrice statunitense (Fort Worth, n. 1921 - Aurigeno, † 1995)
- Mary Pix, scrittrice e drammaturga inglese (n. 1666 - † 1709)
- Mary Prince, scrittrice britannica (Bermuda, n. 1788)
- Mary Proctor, scrittrice e docente statunitense (Dublino, n. 1862 - † 1957)

## R(7)
- Mary Randolph, scrittrice statunitense (Ampthill, n. 1762 - Washington, † 1828)
- Blair Niles, scrittrice statunitense (Staunton, n. 1880 - † 1959)
- Mary Roach, scrittrice e divulgatrice scientifica statunitense (Etna, n. 1959)
- Mary Roberts Rinehart, romanziera, commediografa e giornalista statunitense (Allegheny City, n. 1876 - New York, † 1958)
- Mary Rodgers, scrittrice e compositrice inglese (New York City, n. 1931 - † 2014)
- Mary Rowlandson, scrittrice britannica (n. 1637 - † 1711)
- Mary Russell Mitford, scrittrice e drammaturga inglese (Alresford, n. 1787 - † 1855)

## S(3)
- Mary Shelley, scrittrice, saggista e filosofa britannica (Londra, n. 1797 - Londra, † 1851)
- Mary Helen Stefaniak, scrittrice statunitense (Milwaukee, n. 1951)
- Mary Stewart, scrittrice britannica (Sunderland, n. 1916 - Loch Awe, † 2014)

## T(1)
- Mary Tibaldi Chiesa, scrittrice, traduttrice e politica italiana (Milano, n. 1896 - Milano, † 1968)

## W(8)
- Mary Augusta Ward, romanziera britannica (Hobart, n. 1851 - Londra, † 1920)
- Maisie Ward, scrittrice e editrice inglese (Shanklin, n. 1889 - Jersey City, † 1975)
- Mary Webb, scrittrice britannica (Leighton, n. 1881 - St Leonards-on-Sea, † 1927)
- Mary Wesley, scrittrice britannica (Englefield Green, n. 1912 - Totnes, † 2002)
- Jessamyn West, scrittrice statunitense (Vernon, n. 1902 - Contea di Napa, † 1984)
- Mary Kawena Pukui, scrittrice, antropologa e traduttrice statunitense (Ka'u, n. 1895 - Honolulu, † 1986)
- Mary Eleanor Wilkins Freeman, scrittrice statunitense (Randolph, n. 1852 - Metuchen, † 1930)
- Mary Willis Walker, scrittrice statunitense (Fox Point, n. 1942 - † 2023)